# Правые Ламки
Правые Ла́мки — село в Сосновском районе Тамбовской области. Входит в состав Октябрьского сельсовета.

## География
Правые Ламки расположено в пределах Окско-Донской равнины, на реке Ламочка. Фактически слилось с селом Третьи Левые Ламки и рабочим посёлком Сосновка.
Известный географ Пётр Петрович Семёнов-Тян-Шанский (1827—1914) в своей монографии «Россия» писал так: «Далее, не доходя 6 вёрст до своего конечного пункта, железнодорожная ветка проходит через два смежных села — Левые и Правые Ламки, разделённые между собой речкой Ламочкой и имеющие в совокупности до десяти тысяч жителей, две церкви, школу и ярмарку». Для села типичен равнинный рельеф со значительной сетью оврагов и балок, ручейков и речек, есть озёра и заболоченные места, названия многих из них уходят своими корнями в глубокую древность.
Климат
Правые Ламки находится, как и весь район, в умеренном климатическом поясе, и входит в состав континентальной климатической области Восточно-Европейской равнины. В среднем в год выпадает от 350 до 450 мм осадков. Весной, летом и осенью преобладают западные и южные ветра, зимой — северные и северо-восточные. Средняя скорость ветра 4-5 м/с.

## История
Село впервые упоминается в сметных книгах по Козловскому уезду, начиная с 1675 года.
В 1719 году в Правых Ламках жили служилые люди. В 12 дворах было 46 человек мужского пола, в том числе рейтарской службы — 26, городской — 7, солдатской — 4, гарнизонной — 1 человек. Вот некоторые фамилии служилых людей: Филипп Лукин, Семен Лукин, Родион Печенкин, Иван Анохин, Лазарь Нагайцев, Никита Силуянов.
В «Экономических примечаниях Моршанского уезда» конца XVIII века дается характеристика Правых Ламок с сельцом Веселкиным и новопоселенным хутором Гавриловским. Оказывается, кроме однодворцев, в Правых Ламках были владения мелких помещиков. Дворов насчитывалось 128, населения — 1128 человек.
В 1830 году на средства прихожан была построена Николаевская церковь, деревянная, холодная.
В конце XIX века в селе действовали ветряная и водяная мельницы и через село проложена железная дорога.
В 1910 году в селе было 440 домохозяйств. Земли было 4856 десятин.
В епархиальных сведениях 1911 года сообщается, что в Правых Ламках насчитывалось 360 дворов с населением 2673 человека (мужчин — 1330, женщин — 1343). Крестьяне имели 3 десятины земли на душу. Школ было две — церковно-приходская и земская, смешанная.
По данным адрес-календаря на 1911 год в селе на 423 двор надельной земли имелось 4856 десятин, купленной 238 десятин 1110 саженей, в том числе леса 130 десятин. Владение ею общинное.
После прихода советской власти был организован комитет бедноты, которым руководил Кузьма Степанович Денисов. Но мятежники на берегу Ламочки расстреляли его накануне 2-й годовщины Октябрьской революции.
По данным переписи 1926 года в Правых Ламках насчитывалось 617 хозяйств с населением 3166 человек (мужчин — 1524, женщин — 1642).
В 1929 году в Правых Ламках был организован колхоз «Крыленко». В 1939 году в селе созданы три колхоза — «Большевик», «Передовик» и «Имени Кирова». В 1952 году они объединились в один — «Большевик». В 1998 году колхоз был преобразован в СХПК «Праволамский».
В годы Великой Отечественной войны на фронт ушло около 800 жителей села. Из них пали на полях сражений 278 человек.

## Население
| 2010 |
| ---- |
| 824  |

В 1862 году в казённом селе Правые Ламки насчитывалось 179 дворов с населением 1884 человек (мужчин — 766, женщин — 1118).
В 1880 году дворов было 250, а население составляло 2256 человек.
По данным адрес-календаря на 1911 год в селе было 423 двора с населением 3051 человек (мужчин — 1536, женщин — 1515).
По данным переписи 1897 года проживало 2485 человек (мужчин — 1196, женщин — 1289).
По спискам сельхозналога на 1928-29 гг. в селе было 695 хозяйств с населением 3532 человек.
В 2002 году в селе насчитывалось 1025 жителей.

## Инфраструктура
В 1968 году в Правых Ламках открывается стационарная библиотека, сельский Дом культуры, медицинский пункт.

## Транспорт
Автомобильный и железнодорожный транспорт.